# مسعود بن خرشة المازني
مسعود بن خرشة المازني (ولد: غير معروف - توفي في عصر الأموي)، شاعر أموي من بني حرقوص بن مازن بن مالك بن عمرو بن تميم، سكن البادية واشتهر بكونه من الصعاليك. كان يهوى امرأة من قومه، اسمها «جمل بنت شراحيل» أخت الشاعر تمام بن شراحيل المازني، فاجتمع قومها ونأوا عن بلادهم ورحلت مع قومها، فقال فيها:
يُزعم أنّه سرق إبلا من «مالك بن سفيان القعنبي»، فطلبه والي اليمامة، ففر منها.